# Beleg van Takato (1582)
Het Beleg van Takato was een slag tijdens de Japanse Sengoku-periode in 1582. Het was een van de laatste gevechten tussen de Takeda-clan en de troepen van Oda Nobunaga en Tokugawa Ieyasu.
In 1582 werden de Takeda, heersers van de provincie Kai, verslagen in de Slag bij Temmokuzan. Hun leger werd vernietigd, veel van hun generaals waren omgekomen, en het hoofd van de clan Takeda Katsuyori - de vierde zoon en opvolger van Takeda Shingen - had zelfmoord gepleegd. Met deze slag kwam effectief een einde aan de macht van de Takeda.
Takeda Morinobu (ook bekend als Nishina Morinobu), de vijfde zoon van Takeda Shingen, fortificeerde zich te kasteel Takato. Oda Nobutada leidde de aanval op het kasteel en gaf een bepaalde priester opdracht te onderhandelen met Morinobu. Morinobu antwoordde echter door de neus en oren van de arme man af te hakken en hem terug te sturen. Vervolgens lanceerde Nobutada de aanval; het kasteel viel en Morinobu zou hierbij omkomen.